# Radivoj
Radivoj je moško osebno ime.

## Izvor imena
Ime Radivoj je različica moškega osebnega imena Rado.

## Pogostost imena
Po podatkih Statističnega urada Republike Slovenije je bilo na dan 31. decembra 2007 v Sloveniji število moških oseb z imenom Radivoj: 275.

## Osebni praznik
Osebe z imenom Radivoj lahko praznujejo god takrat kot osebe z imenom Radbold to je 29. novembra (Radbold, škof, † 29. nov. 918).